# Chiesa di San Francesco (Ferrara)
La chiesa di San Francesco si trova a Ferrara, all'angolo tra via Terranuova e via Savonarola. Venne elevata alla dignità di basilica minore nel dicembre 1956 da papa Pio XII.

## Storia e descrizione

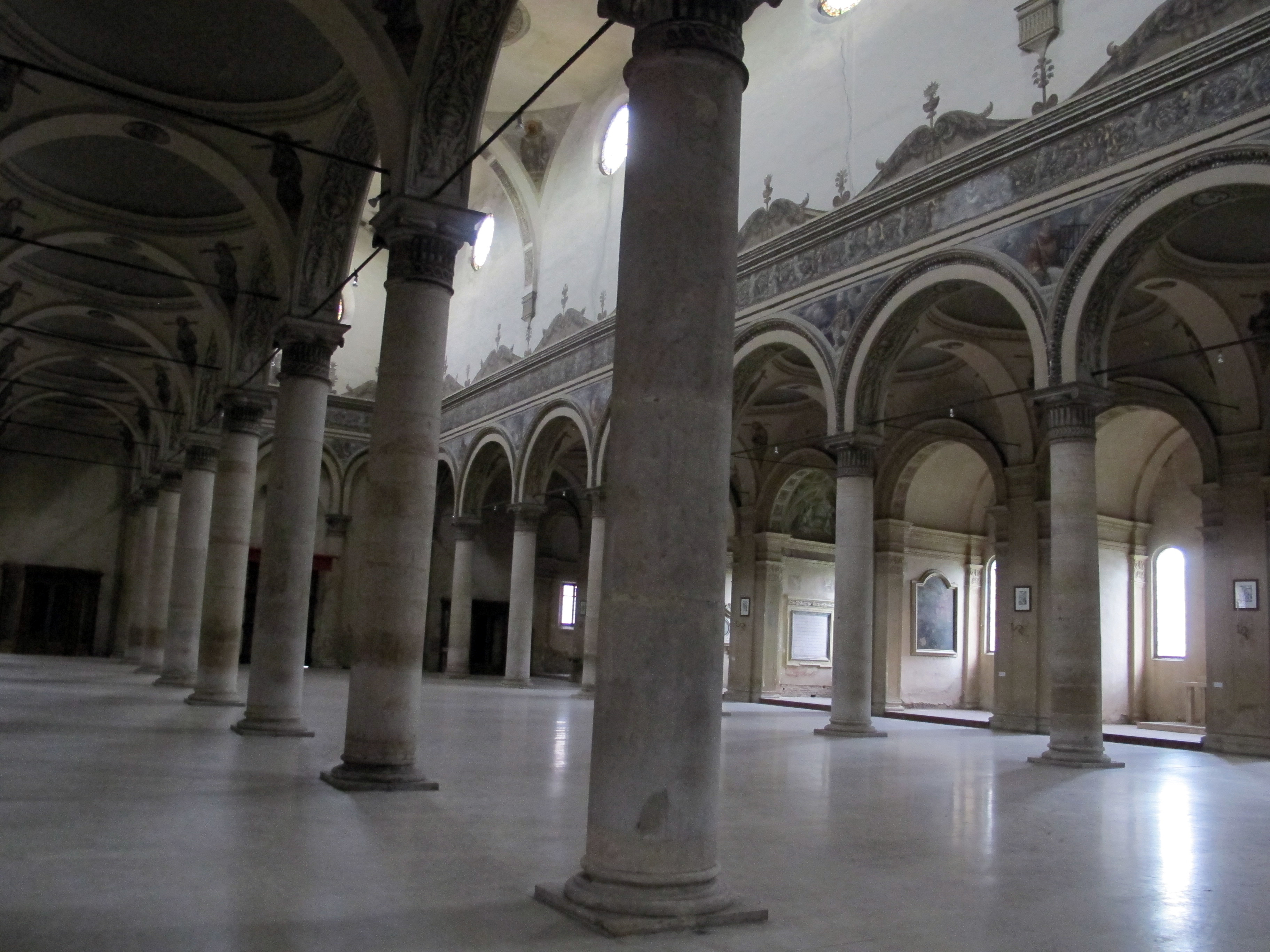
Veduta dell'interno.

Fu eretta nel 1494 su un edificio francescano utilizzato fino all'inizio del XV secolo come mausoleo della casata degli Este, prima che Niccolò III d'Este decidesse la costruzione della chiesa di Santa Maria degli Angeli.
Il progetto è tra le migliori realizzazioni di Biagio Rossetti. La facciata e il corpo basilicale presentano linee tipicamente rinascimentali, con le volute, ispirate a Leon Battista Alberti, e le lesene in marmo che spiccano sul cotto delle pareti.
L'interno a tre navate ha una pianta a croce latina e otto cappelle per lato. Nella prima cappella di sinistra è notevole l'affresco della Cattura di Cristo del Garofalo (1524). Nella stessa cappella l'altare ha un'ancona scolpita con Cristo nel Getsemani, con i ritratti dei donatori ad affresco, sempre di mano di Garofalo.
Nel transetto sinistro si conserva un prezioso sarcofago romano di fattura ravennate risalente al V secolo e in quello destro il mausoleo per Ghiron Francesco Villa.
Il trittico dietro l'altare maggiore raffigura la Resurrezione, Ascensione e Deposizione di Domenico Mona (1580-1583).
Nella chiesa trovarono sepoltura diversi membri della casata estense:
- Obizzo II d'Este (1247-1293), signore di Ferrara[4]
- Alisa d'Este (?-1329), figlia di Aldobrandino II d'Este.
- Beatrice d'Este (1268-1334), figlia di Obizzo II d'Este e moglie di Galeazzo I Visconti[5]
- Parisina Malatesta (1404-1425), seconda moglie di Niccolò III d'Este[6]
- Niccolò d'Este (1438-1476), figlio di Leonello d'Este

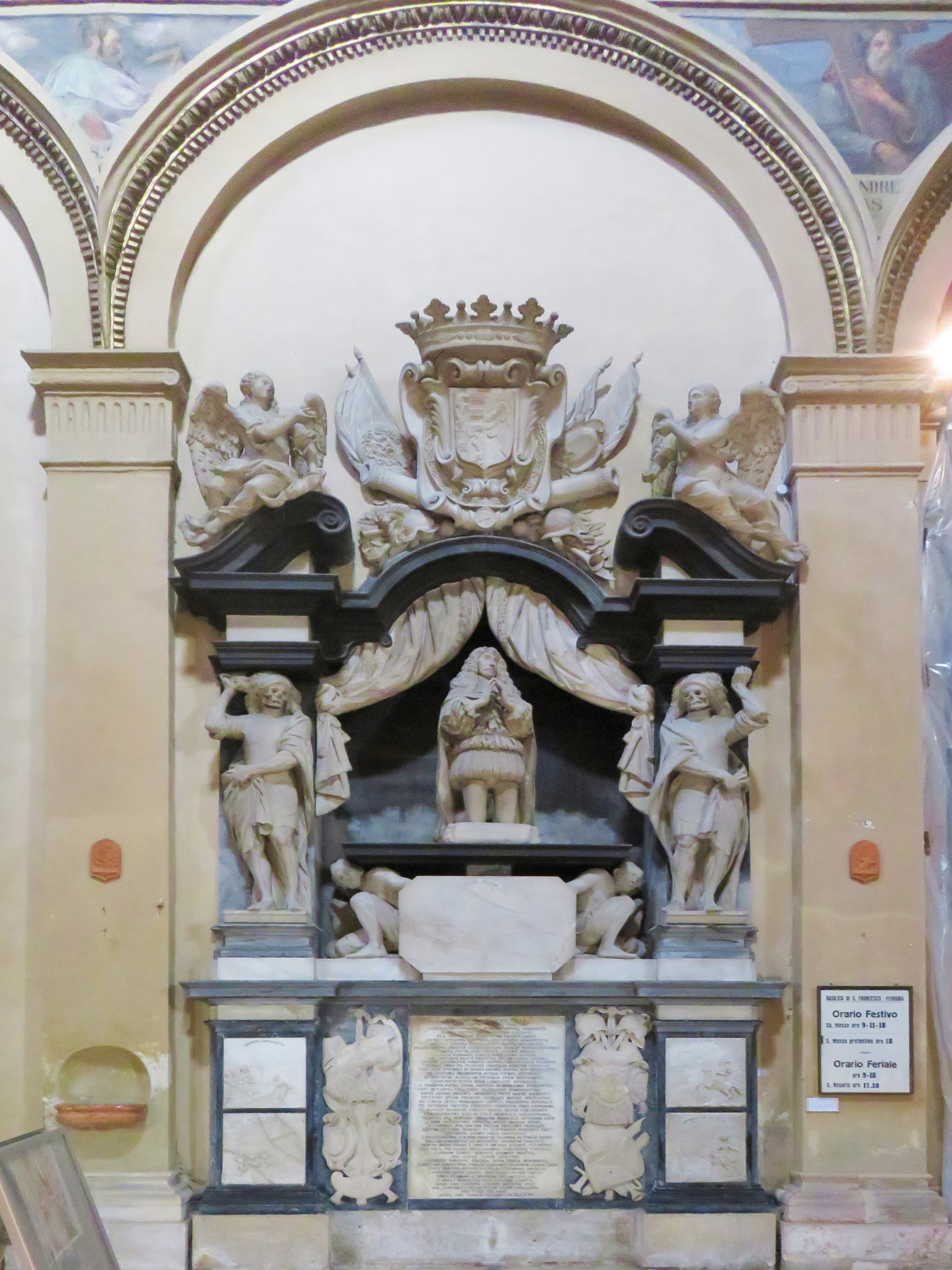
Mausoleo del marchese Ghiron Francesco Villa in San Francesco.

### Mausoleo del marchese Ghiron Francesco Villa
Nel transetto destro è l'imponente mausoleo del marchese e generale ferrarese Ghiron Francesco Villa.
Costruito in stile barocco è ornato da bassorilievi che ricordano le sue imprese come generale.

## Situazione
A seguito del terremoto dell'Emilia del 2012 l'interno, ad eccezione di un transetto e di una cappellina adiacente, è stato a lungo inagibile e chiuso al pubblico. Al termine dei lavori di restauro, protrattasi per alcuni anni, la chiesa è stata riaperta al culto. Nel 2024 sono ancora in corso di restauro un paio di cappelle laterali di cui una, la prima di sinistra, conserva, oltre a una pala d'altare in pietra (con l'Orazione di Gesù nell'orto di Cristoforo Borgognoni e Battista Rizzi di Milano), gli affreschi di Garofalo raffiguranti la cattura di Cristo e i committenti della cappella stessa.